# Juris Upatnieks

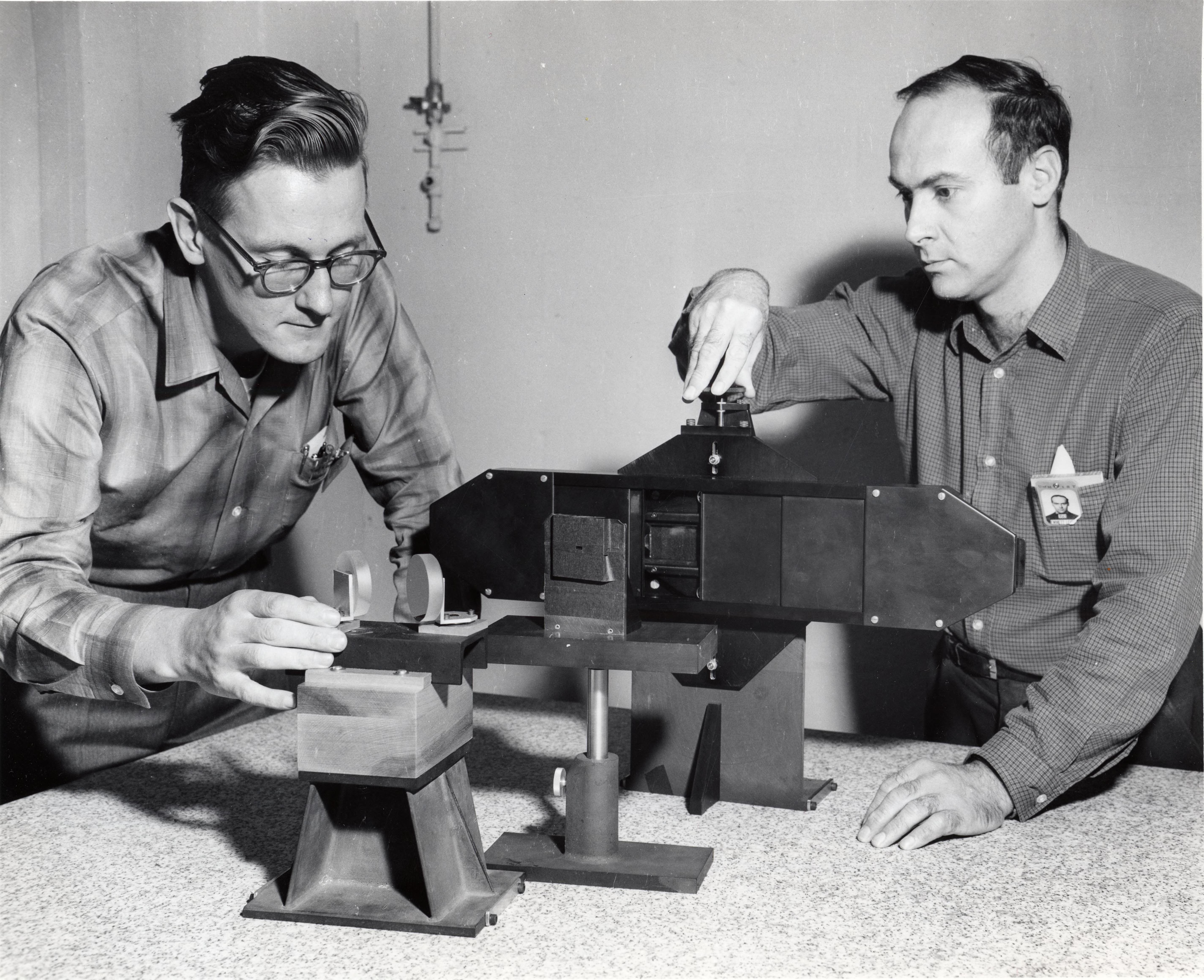
Juris Upatnieks und Emmett Leith (1963)

Juris Upatnieks (* 7. Mai 1936 in Riga) ist ein lettisch-US-amerikanischer Physiker und Erfinder, der ein Pionier der Holografie war.
Upatnieks flüchtete mit seinen Eltern vor der sowjetischen Besatzung aus Lettland nach Deutschland. 1951 wanderte die Familie in die USA aus. Er besuchte die High School in Akron in Ohio und studierte danach Elektrotechnik an der dortigen Universität (University of Akron, Bachelor 1960). Anschließend forschte er am Institute of Science and Technology der University of Michigan, wo er 1965 seinen Master-Abschluss in Elektrotechnik machte. 1973 bis 1993 arbeitete er am Environmental Research Institute of Michigan und war gleichzeitig Adjunct Professor für Elektrotechnik und Informatik an der University of Michigan in Ann Arbor. Dort leitete er bis 1996 einen Laborkurs in Optik. 1993 bis 2001 war er Berater bei Applied Optics in Ann Arbor. 1996 bis 2001 war er außerdem Forscher in der Fakultät für Maschinenbau und Angewandte Mechanik (Mechanical Engineering and Applied Mechanics) der University of Michigan.
1964 präsentierte er mit Emmett Leith die ersten Hologramme in den USA und publizierte darüber mit Leith in einer Reihe von Arbeiten von 1962 bis 1964. 
Upatnieks hält 19 Patente (2009). Beispielsweise erfand er ein auf holografischen Prinzipien basierendes Zielsystem für Gewehre. 
1975 erhielt er den R. W. Wood Prize der Optical Society of America und 1976 die Holley Medal der American Society of Mechanical Engineers. 1976 war er Erfinder des Jahres der American Association for the Advancement of Invention and Innovation. Er ist Mitglied der Optical Society of America und der International Society for Optical Engineering sowie auswärtiges Mitglied der Lettischen Akademie der Wissenschaften, deren Große Medaille er 1999 erhielt.